# Kvarntjärnen (Burträsks socken, Västerbotten, 715674-170874)
Kvarntjärnen är en sjö i Skellefteå kommun i Västerbotten och ingår i Rickleåns huvudavrinningsområde.